# Elevator Action Returns
Elevator Action Returns ( (エレベーターアクション リターンズ), ook gekend als Elevator Action II, is een run and gun-arcadespel van Taito uit 1994. Het is een sequel van Elevator Action. In 1997 kwam een versie uit voor Sega Saturn onder de naam Elevator Action² Returns. Het spel is ook onderdeel van Taito Legends 2.
In december 2022 kwam Elevator Action Returns S-Tribute uit via Steam. In deze versie kan men een spelsituatie bewaren om later terug in te laden, beschikt over een "level"-select, en kan het aantal levens bepaald worden. Deze versie is beschikbaar voor Windows, Nintendo Switch, PlayStation 4 en Xbox One.

## Verhaal
Een geheim agent van een speciale eenheid moet voorkomen dat een terroristische groepering nucleaire bommen laat afgaan in diverse gebouwen. De geheim agent moet in de betreffende gebouwen op zoek gaan naar documenten waarmee de desbetreffende bom in dat gebouw kan ontmanteld worden.

## Spelbesturing
De speler besuurt een persoon die zich in de bovenste verdieping van een appartementsgebouw bevindt. Bedoeling is om op het gelijkvloers te geraken en dat onderweg alle rode deuren worden betreden. In het gebouw lopen tal van vijanden rond. Als de speler op het gelijkvloers geraakt, maar een of meerdere rode deuren heeft gemist, verplaatst het personage zich automatisch naar de hoogste etage waarop een rode deur is gemist. Dit alles moet binnen een voorgedefineerde tijd gebeuren.
Bij start van het spel heeft de speler een eenvoudig wapen. Wanneer hij geraakt wordt door een vijand, verliest hij energie die in de vorm van een balk op het scherm staat. Naast vijanden uitschakelen, kan de speler ook allerhande voorwerpen vernielen waarachter mogelijk verborgen objecten liggen. Ook achter sommige blauwe deuren is een "roulettespel" waarin de speler dergelijke objecten kan winnen. Die objecten zijn onder andere: energie, bonuspunten, extra levens, zwaardere munitie en zwaardere wapens.
Als de speler een leven verliest, herstart het spel op de plaats waar hij het leven liet. Hij verliest alle verzamelde munitie en begint terug met zijn standaard wapen.
In plaats van de vijanden neer te schieten, kan een fysisch gevecht worden opgestart. De speler kan ook verworven explosieven gebruiken. Vijanden kunnen ook uitgeschakeld door nabije elektrische installaties of olievaten te doen ontploffen.
De speler verliest een leven wanneer
- de energiebalk leeg is
- de tijdslimiet verlopen is
- hij via een liftschacht een hoge val maakt (meer dan een verdieping)
- hij verpletterd wordt door een lift

Het laatste level dient binnen 100 seconden te worden uitgespeeld. Wanneer de speler dit niet haalt, eindigt het spel met een "game over", zelfs al had hij nog extra levens.

## Bestuurbare personages
Bij start van het spel kan de speler kiezen welke agent hij wil besturen:
| Personage      | Wapens | Fysieke kenmerken |
| -------------- | --- | --- |
| Kart Bradfield | Glock 18 AK-47-aanvalsgeweer MM-1-granaatlanceerder Handgranaten die alle vijanden op de etage doden.                    | Middelmatig energieverbruik Hoge bewegingsnelheid Kan ver springen Schiet traag Drie manuele gevechtstechnieken                                     |
| Edie Burret    | Beretta M92F MP5K-machinepistool ARWEN 37-lanceerder Vuurgranaten die alle vijanden uitschakelt die geraakt worden       | Hoog energieverbruik Middelmatige bewegingsnelheid Middelmatige schieter Twee manuele gevechtstechnieken Immuun voor de impact van de vuurgranaten. |
| Jad the Taff   | Desert Eagle M60-machinegeweer 80mm terugstootloos geweer clusterbommen die alle vijanden uitschakelt die geraakt worden | Laag energieverbruik Trage bewegingssnelheid Snelle schieter kan elke vijand omver lopen                                                            |